# Joan Baez (album)
A Joan Baez című lemez Joan Baez 1960-as, első nagylemeze. Szerepel az 1001 lemez, amit hallanod kell, mielőtt meghalsz című könyvben.

## Az album dalai
| 1.  | Silver Dagger                 |                                                | 2:32 |
| 2.  | East Virginia                 |                                                | 3:44 |
| 3.  | Fare Thee Well (10 000 Miles) |                                                | 3:22 |
| 4.  | House of the Rising Sun       |                                                | 2:56 |
| 5.  | All My Trials                 |                                                | 4:41 |
| 6.  | Wildwood Flower               |                                                | 2:37 |
| 7.  | Donna Donna                   | Scholom Secunds, Arthur Kevess, Teddi Schwartz | 3:15 |
| 8.  | John Riley                    |                                                | 3:54 |
| 9.  | Rake and Rambling Boy         |                                                | 1:59 |
| 10. | Little Moses                  |                                                | 3:31 |
| 11. | Mary Hamilton                 |                                                | 5:58 |
| 12. | Henry Martin                  |                                                | 4:15 |
| 13. | El Preso Número Nueve         |                                                | 2:48 |

| 14. | Girl of Constant Sorrow         |  | 1:46 |
| 15. | I Know You Rider                |  | 3:46 |
| 16. | John Riley (kiadatlan változat) |  | 4:23 |

## Toplistás helyezések
| Listák (1960)                        | Legjobb helyezés |
| ------------------------------------ | ---------------- |
| Németország (Offizielle Top 100)     | 38               |
| Egyesült Királyság (UK Albums Chart) | 9                |
| USA Billboard 200                    | 15               |

| Ország (szervezet)                       | Minősítés | Eladások |
| ---------------------------------------- | --------- | -------- |
| Egyesült Királyság (BPI)                 | Ezüst     | 60 000*  |
| Egyesült Államok (RIAA)                  | Arany     | 500 000^ |
| ^ Eladási adatok csak tanúsítás alapján. |           |          |